# Melanispa
Melanispa is een geslacht van kevers uit de familie bladkevers (Chrysomelidae).
De wetenschappelijke naam van het geslacht werd in 1858 gepubliceerd door Joseph Sugar Baly.

## Soorten
- Melanispa bicolor Zayas, 1960
- Melanispa truncata Baly, 1858